# Apteekrimägi
Apteekrimägi – kompleks czterech skoczni narciarskich znajdujący się w estońskiej miejscowości Otepää.
Kompleks skoczni narciarskich Apteekrimägi składa się z czterech obiektów, których punkty konstrukcyjne umieszczone są na odległości 40, 25, 18 i 10 metrów. Największa skocznia (K40) powstała w 1963 roku i została otwarta 20 października tego samego roku. Była wówczas największą skocznią w Otepää (do czasu otwarcia skoczni K70 w kompleksie Tehvandi, które miało miejsce w 1968 roku).
W następnych latach wybudowano także 3 mniejsze obiekty (K25, K18, K10), które weszły w skład kompleksu Apteekrimägi. Obecnie (2012 rok) wszystkie 4 skocznie pokryte są igelitem, zamontowano na nich także sztuczne oświetlenie.
Kompleks skoczni narciarskich Apteekrimägi jest jednym z dwóch takich (oprócz kompleksu Tehvandi), leżących w Otepää. Opiekę nad nim sprawuje miejscowy klub Otepää Spordiklubi.
24 marca 2012 roku na skoczni K40 wchodzącej w skład kompleksu Apteekrimägi rozegrano konkurs drużynowy skoków narciarskich w ramach Mistrzostw Estonii w Skokach Narciarskich 2012. Podczas jego trwania najpierw Han-Hendrik Piho wyrównał wcześniejszy rekord obiektu (46,5 metra) ustanowiony przez Maria Visnapa, a później wynik ten o pół metra poprawił Illimar Pärn.